# Dolops lacordairei
Dolops lacordairei is een visluizensoort uit de familie van de Argulidae. De wetenschappelijke naam van de soort is voor het eerst geldig gepubliceerd in 1837 door Audouin.